# المدرسة الجلائرية

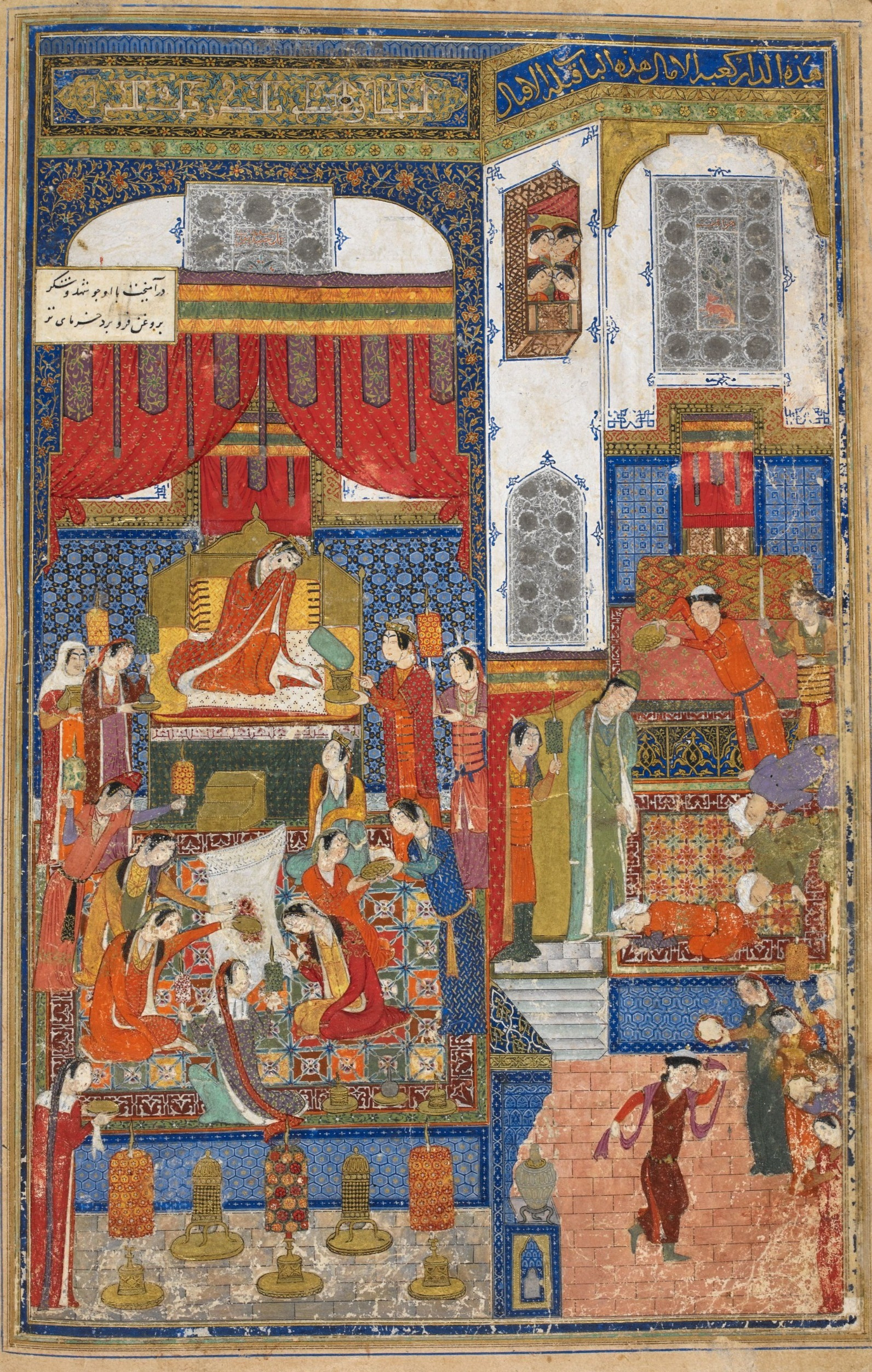
رسمةٌ للفنان الجُنيد البغدادي من الفترة الجلائريَّة.

المدرسة الجلائرية هي مدرسة للفن نشأت في بغداد وتبريز إبان العصر الجلائري وتأثرت بِمدارس فنيَّة عدَّة ظهرت خصائصها في المدرسة الجلائريَّة، وقد تميَّزت الرُسُوم الجلائريَّة بألوانها المُفعمة بِالحياة والمظهر المُشرق كما تضمَّنت أعمال تلك الفترة العديد من المناظر الطبيعيَّة والحدائق.